# 卡尔·格伦
卡尔·格伦（瑞典語：Carl Green，1894年1月1日—1962年9月1日），瑞典男子马术运动员。他曾代表瑞典参加1920年夏季奥林匹克运动会马术比赛，获得团体马背体操铜牌。